# Banco Popular
Pour les articles homonymes, voir BPE.
Banco Popular (Banco Popular Español ou BPE) était une entreprise espagnole cotée à l'Ibex 35. Elle était la troisième banque privée espagnole, spécialisée dans la banque de détail en Espagne, et également présente au Portugal depuis 2000. Elle fut attribuée et absorbée par la banque Santander entre 2017 et 2018.

## Histoire

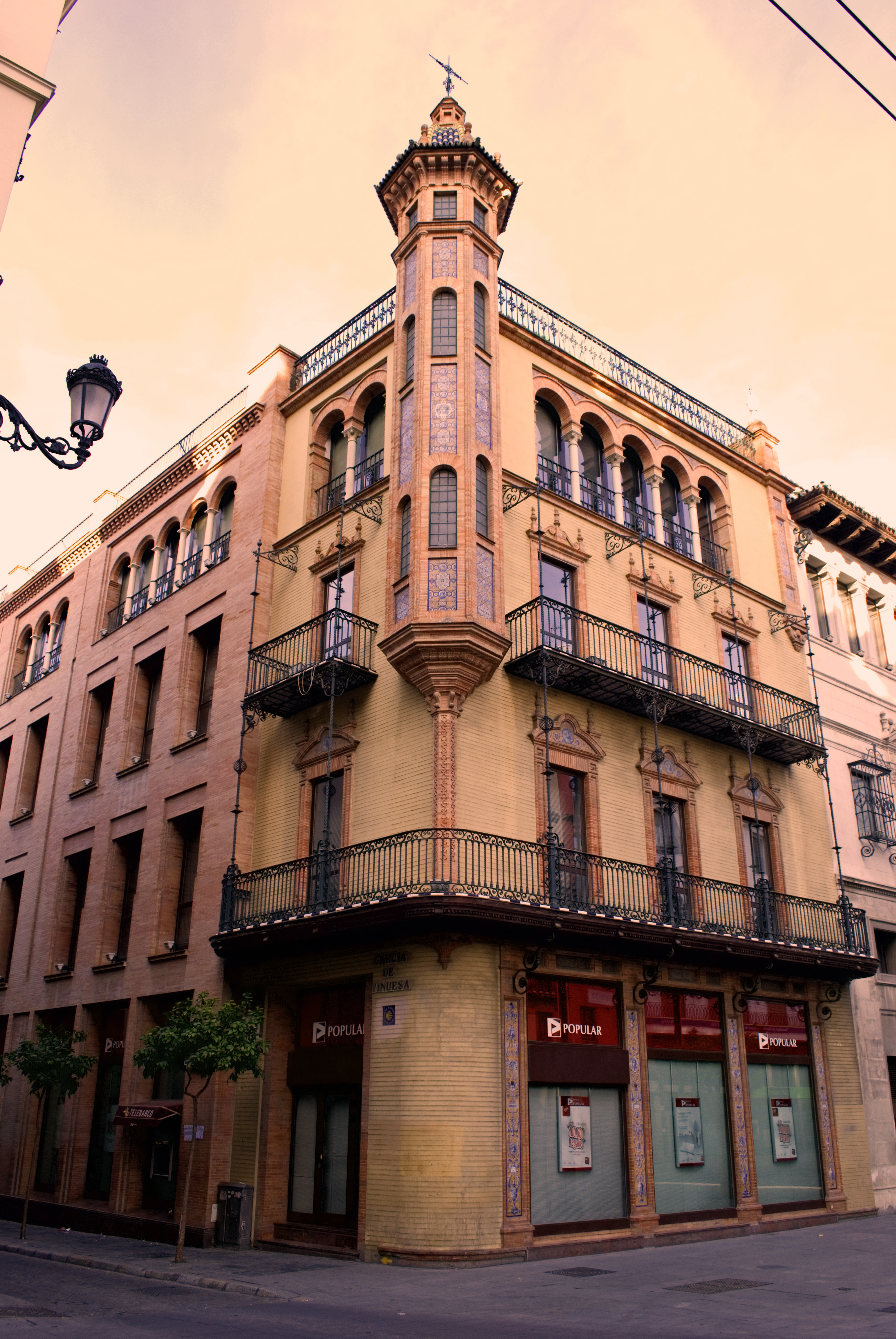
Agence de la Banco Popular à Séville.

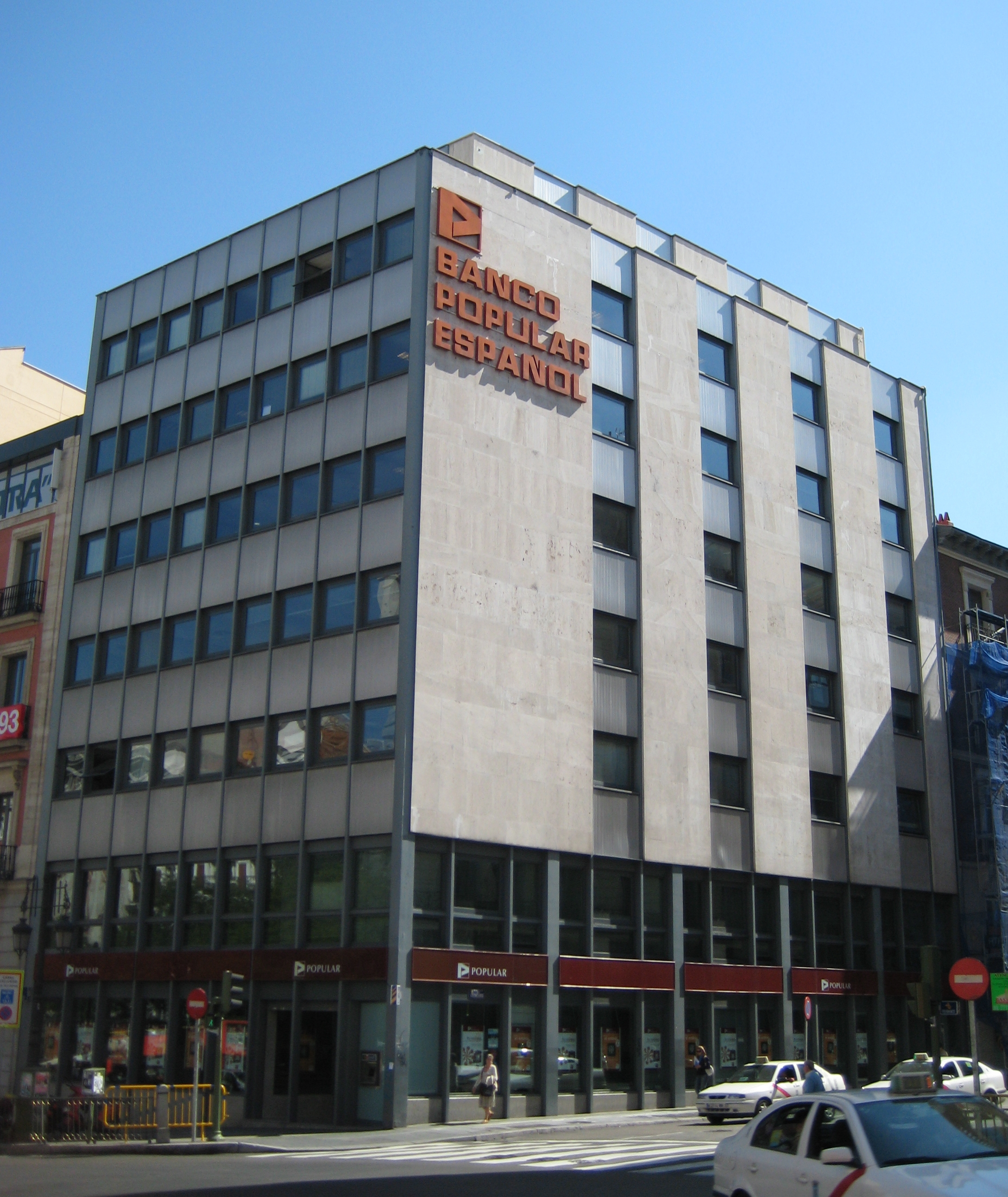
Banco Popular Español, Madrid.

En 1926, la Banco Popular Español est créée. En 1968, la BPE ouvre une succursale à Paris, qui deviendra une filiale en 1991 comptant 14 agences en France. En 1992, la filiale française forme une coentreprise avec la Banco Comercial Português et sous le nom de Banco Popular Comercial.
Dans les années 1990, la banque développe ses premières solutions numériques et compte en 1998 17 000 cyberclients. Dans la même période, la banque à la réputation d'être l'un des bras financiers de l'Opus Dei.
En 2000, la BPE s'installe au Portugal. En 2002, la BPE et la Banco Comercial Português se séparent : la Banco Popular Comercial devient une filiale détenue à 100% par la BPE et est rebaptisée Banco Popular France. Au Portugal, la BPE rachète la Banco Nacional de Crédito (BNC) et y transfert ses agences portugaises. En 2005, la Banco Nacional de Crédito devient la Banco Popular Portugal.
En 2007, la BPE rachète une petite banque au sud de la Floride, TotalBank, pour 300 millions de dollars. TotalBank compte 14 agences et 250 employés.
Le Banco Popular détenait par l'intermédiaire de sa filiale Banco Popular France un réseau de 17 agences en France entre 1968 et 2008.
L'Espagne n'a pas souhaité conserver cette filiale et a donc proposé à la vente son réseau français. À la suite du rachat (85 millions d'euros) de la filiale Banco Popular France par la banque Crédit Mutuel - CIC effectué début 2008, Banco Popular France devient CIC Iberbanco à compter du 1er mai 2009.
En 2010, Proparco (filiale de l'agence française de développement), consent une ligne de crédit de 25 millions de dollars à la branche dominicaine de la BPE pour stimuler les crédits accordés aux entreprises dans le pays.
En 2010, le CIC et la BPE s'associe pour co-créer Targobank, une structure bancaire basée en Espagne et ciblant les Français expatriés dans la péninsule ibérique.
En 2011, Banco Popular acquiert Banco Pastor, valorisant ce dernier à environ 1 milliard d'euros. En décembre 2011, l'agence de notation Standard & Poor's dégrade la note à long terme de la Banco Popular de A- à BBB+.
En mai 2012, dans le cadre de sa  politique d’appui aux petites et moyennes entreprises, la Banque européenne d'investissement consent un prêt de 200 millions d'euros à la Banco Popular pour financer les projets des PME espagnoles.
En octobre 2012, Banco Popular lance une augmentation de capital de 2,5 milliards d'euros. En décembre 2013, Banco Popular fait une augmentation de capital de 450 millions d'euros.
En avril 2014, des manifestations prennent place devant les agences barcelonaises de la banque, les manifestants reprochant à cette dernière d'afficher peu de scrupules vis-à-vis de ses clients menacés d'expulsion.
En juin 2014, Banco Popular acquiert les activités de banques de détails et de cartes de crédit de Citigroup en Espagne pour 238,5 millions d'euros, qui gère près d'un million de carte de crédit avec 2 milliards d'encours, 950 employés et 45 antennes, dans un contexte de sortie des acteurs étrangers du marché espagnole après la crise financière,.
En novembre 2014, la banque ouvre un bureau de représentation à Casablanca au Maroc pour accompagner les investissements de ses clients espagnols dans ce pays. Sur les 700 entreprises qui ont créé une filiale au Maroc, la moitié sont clientes de la BPE.
En mai 2016, Banco Popular lance une nouvelle augmentation de capital de 2,5 milliards de dollars. En octobre 2016, Banco Popular annonce la fermeture de 300 agences et la suppression de 2 000 à 3 000 postes,.
En juin 2017, les autorités européennes décident d'attribuer à Santander l'acquisition de Banco Popular pour un euro symbolique, après que ce dernier soit en difficulté économique de par une forte concentration de créances douteuses, ne pouvant plus relever de capitaux après la chute boursière de son action et de par une fuite de ses déposants. Par cette acquisition, Santander se renforce en Espagne (où il possède environ 3 000 agences pour 23 000 salariés, contre environ 1 700 agences et 11 000 salariés pour Banco Popular) et au Portugal, notamment envers les petites et moyennes entreprises. À la suite de cette annonce, Santander annonce la levée de 7 milliards d'euros de capitaux.

## Présence international
La Banco Popular est présente sur plusieurs pays :
- Portugal : Banco Popular Portugal[23]
- Chili : alliance avec la Banco Crédito Inversiones (BCI)[24]
- Chine : alliance avec la Bank of East Asia (BEA) et la Industrial Bank of China (ICBC)[25]
- États-Unis : Totalbank[26]
- Europe centrale et de l'est : alliance avec Unicredit Group[27]
- Italie : alliance avec Unicredit Group[28]